# White Sands National Park

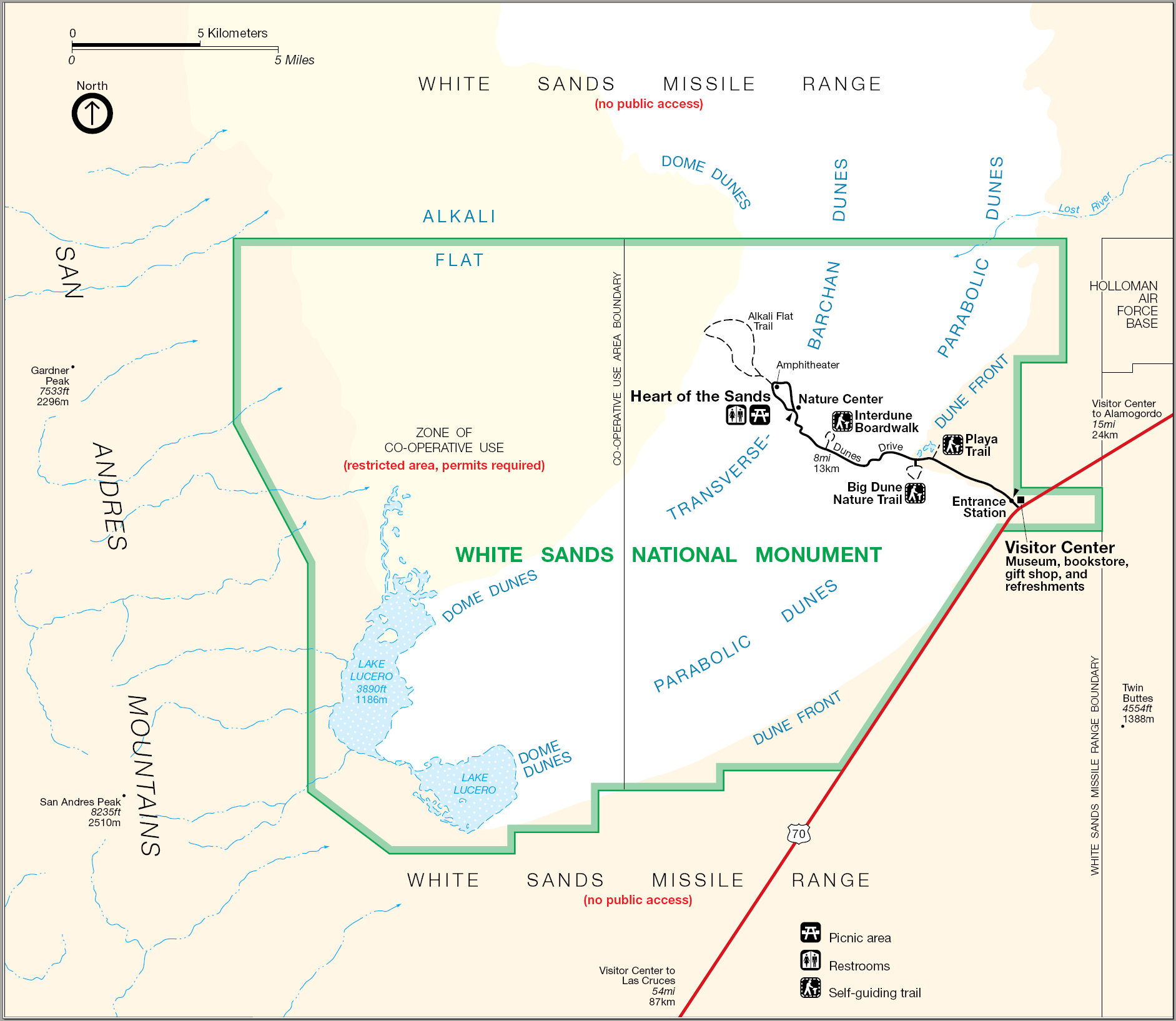
Kaart van de groene grens en zandduingebieden

Het White Sands National Park (voor 20 december 2019 White Sands National Monument) is een Nationaal Park en Nationaal Monument in de Verenigde Staten, ongeveer 25 km verwijderd van Alamogordo in New Mexico op een hoogte van 1291 meter. Het gebied is een deel van de door bergen omringde vallei Tularosa Basin en bevat het zuidelijke deel van een 710 km² groot veld met zandduinen van gipskristallen.
Op 18 januari 1933 verklaarde president Herbert Hoover White Sands tot een nationaal monument onder de wet Antiquities Act van 1906.
Op 20 december 2019 werd White Sands het 62e nationaal park van de Verenigde Staten.

## Afbeeldingen

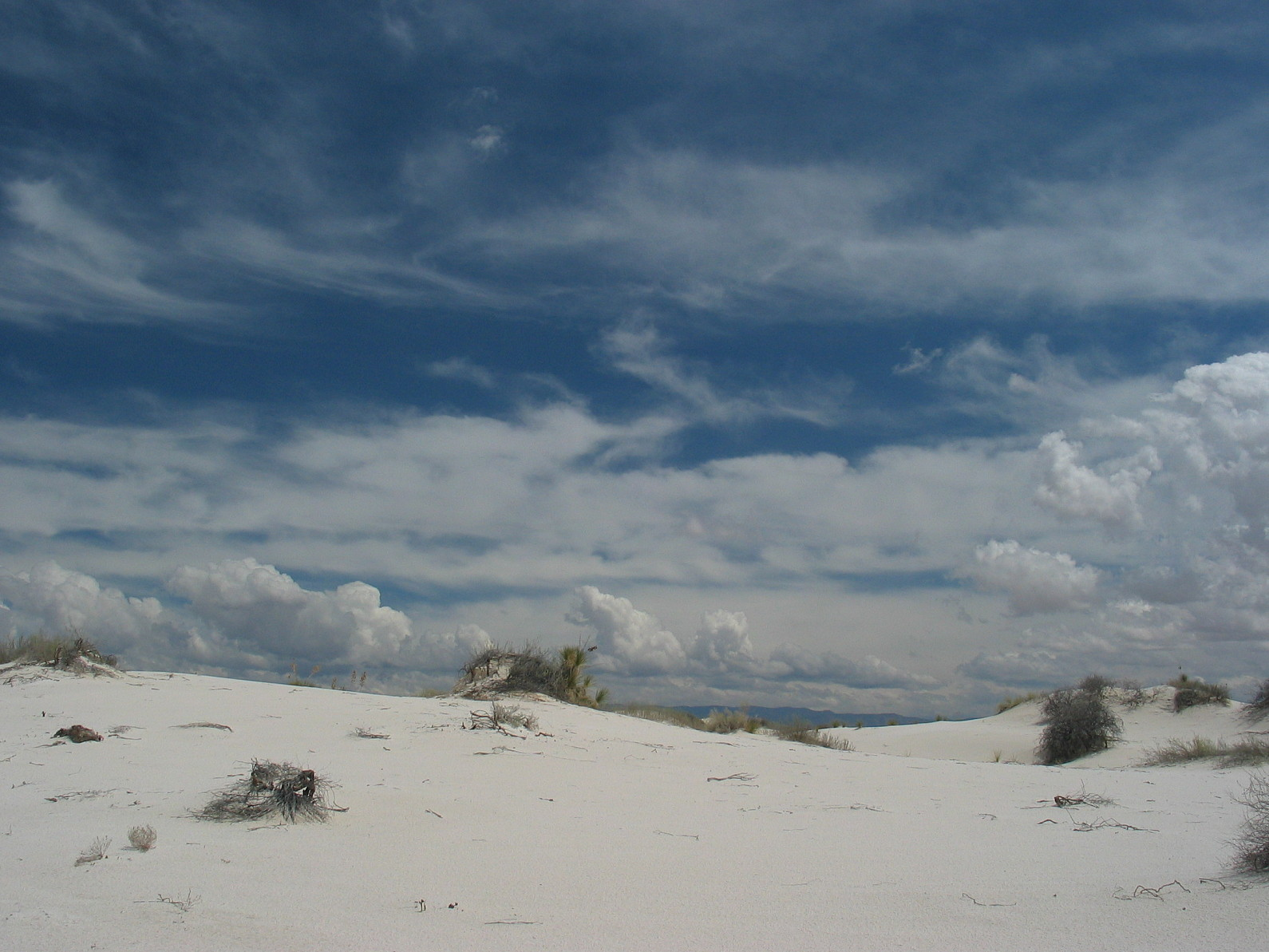
Zeldzame vegetatie in White Sands
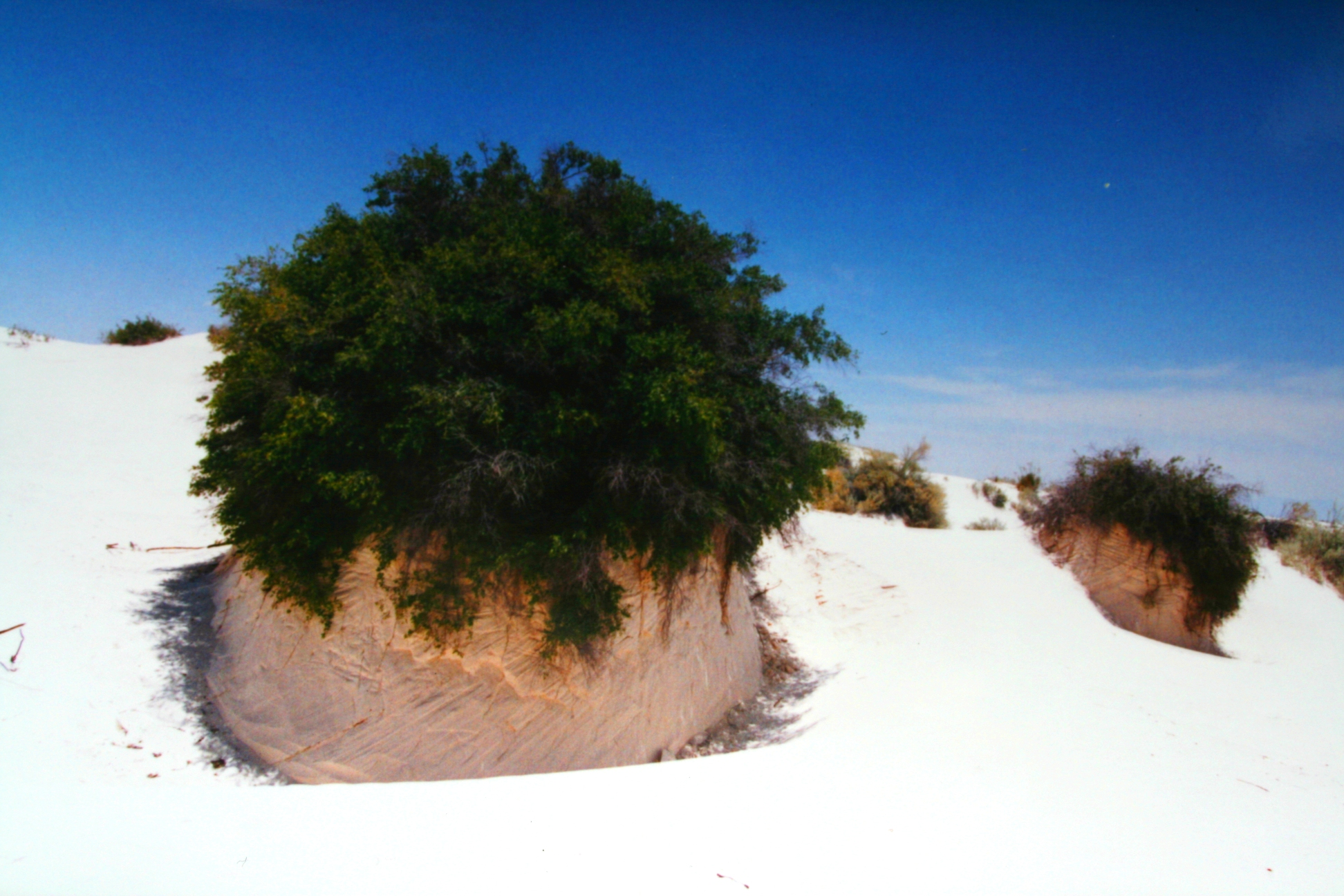
Plant in de gipsduin
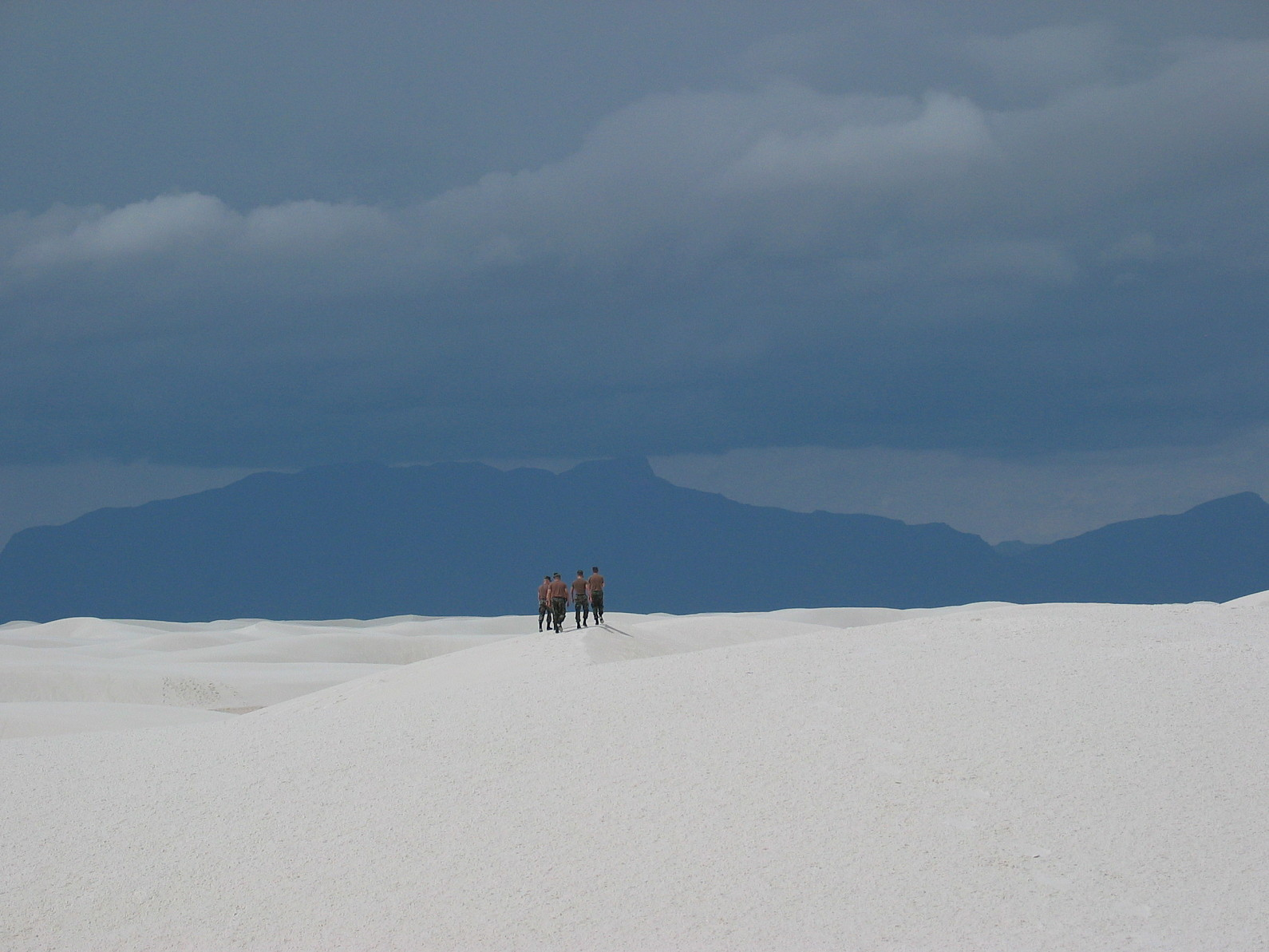
Aanpalende White Sands Missile Range.
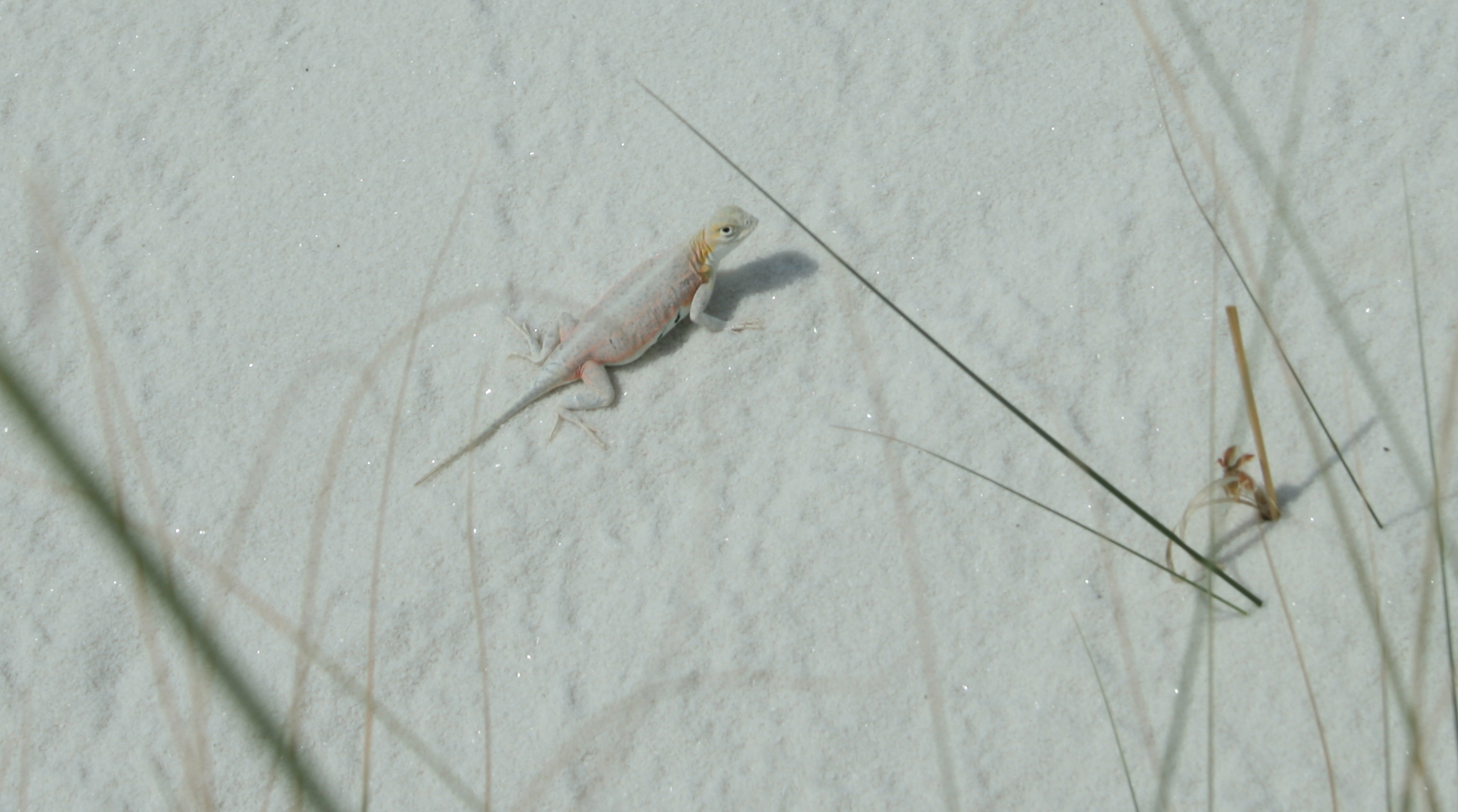
Holbrookia maculata Stekelleguaan in White Sands

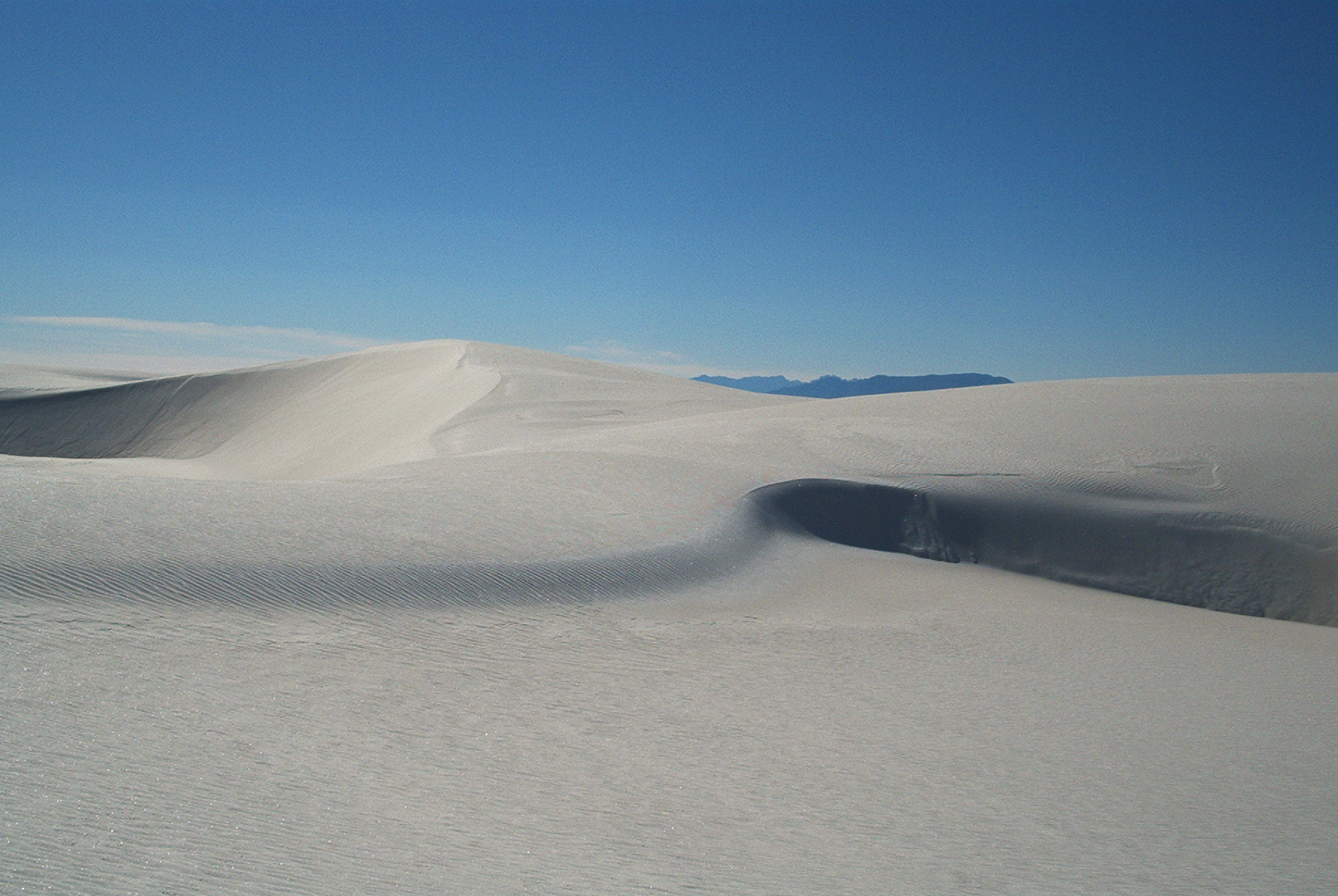
Duizenden gipsduinen over een lengte van 32 km